# Gliese 250
Gliese 250 (také GJ 250, HD 50281) je široká dvojhvězda v souhvězdí Jednorožce, vzdálená přibližně 8,75 parseku (28,54 ly) od Země. Jasnější složka A je běžný oranžový trpaslík hlavní posloupnosti se spektrem K3,5 V a přibližně sluneční metalicitou a stářím okolo 2 Gyr. Její odvozené parametry jsou zhruba 0,79 M☉, 0,73 R☉, 0,225 L☉ a Teff ≈ 4 712 K (Gaia DR2 / LDR).
Slabší složka B má spektrum přibližně M2.5 V a na obloze se nachází ve vzdálenosti ~58,8″ od složky A při pozičním úhlu ~181° (měření kolem roku 2015). Speklová (speckle) interferometrie naznačuje, že složka B je pravděpodobně těsná dvojhvězda (Ba,Bb); jednotlivé složky mají hvězdné velikosti přibližně 10,6 a 11,1 mag.. V souřadnicích složky B byla detekována rentgenová emise.